# Rhaphidophora pilosa
Rhaphidophora pilosa — вид квіткових рослин із родини Araceae, роду Rhaphidophora. Це ліана, рідним ареалом якої є зх. Нова Гвінея.